# Voci dal nulla
Voci dal nulla (titolo originale Fool's Run) è un romanzo di fantascienza del 1987 di Patricia A. McKillip.

## Trama
Terra Viridian è rinchiusa da sette anni nell'anello scuro dell'Averno, un carcere orbitale di massima sicurezza, dove sta scontando una condanna all'ergastolo per aver ucciso nel Settore Deserto più di millecinquecento persone. La donna sembra aver perso ogni contatto con la realtà che la circonda ed è totalmente immersa in ciò che definisce la "visione": un ovale su uno sfondo di sabbia color ametista, un sole oscuro.
Sulla Terra, Settore Costadoro, il poliziotto Aaron Fisher, la cui moglie era stata una delle vittime di Terra Viridian, è ancora in cerca di risposte per quel massacro, e spera di trovare Michelle, la sorella gemella di Terra, scomparsa da sette anni.
Quando è libero dal servizio Aaron si ritrova spesso al Constellation Club, un famoso locale del Settore dove si esibiscono in contemporanea numerosi gruppi musicali, fra cui i Nova.
Alla guida dei Nova è il Mago, uno straordinario musicista in grado anche di eseguire per ore e ore musica di Bach al pianoforte come se fosse in trance, e che a volte sembra capace di leggere il pensiero dei suoi interlocutori. Nel corso degli anni è nata un'amicizia fra il Mago ed Aaron, affascinato dalla incredibile bravura del musicista che riesce a distrarre il poliziotto dalla sua ricerca ossessiva.

## Edizioni
- Patricia A. McKillip, Voci dal nulla, traduzione di Gaetano Staffilano, collana Urania n. 1073, Mondadori, 1988,  p. 168.